# Cordero de Dios
Cordero de Dios is een Argentijns-Franse (Spaanstalige) dramafilm van debuterend regisseuse Lucía Cedrón, die het verhaal samen met Santiago Giralt schreef. De productie beleefde op 25 januari 2008 haar wereldpremière op het International Film Festival Rotterdam. Cordero de Dios kwam internationaal ook uit als Agnus Dei en als Lamb of God.

## Verhaal
Teresa woont met haar dochter Guillermina in Frankrijk sinds ze in 1978 hun geboorteland Argentinië verlieten, toen Guillermina nog een klein meisje was. De twee vrouwen wonen samen zonder Guillermina's vader Paco, want die kwam volgens de officiële lezing door een verdwaalde kogel om in '78, vlak voor hun vertrek naar Frankrijk. Het is 2002 wanneer Teresa een telefoontje krijgt dat haar dwingt terug te keren naar Argentinië. Haar vader - en Guillermina's opa - Arturo is ontvoerd. Als de twee vrouwen niet op de proppen komen met 400.000,- dollar losgeld, zal hij worden geliquideerd.
Wanneer de vrouwen in Argentinië aankomen en daar proberen om aan het benodigde bedrag te komen, wordt langzaam maar zeker meer duidelijk over hun verleden. Zo krijgt Guillermina een beter beeld van wie haar vader was en de politieke ideeën waar hij en haar moeder zich mee bezighielden, die niet strookten met die van het heersende regime. Onderwijl wordt het de kijker duidelijk waarom Teresa erg terughoudend is wanneer het over haar vader gaat en krijgt zij op haar beurt meer inzicht in de beweegredenen die haar vader had voor zijn doen en laten destijds.

## Vertelstructuur
Bij aanvang van het verhaal krijgt de kijker zo min mogelijk informatie. Deze komt vervolgens langzaam in stukjes zo bij elkaar, zodat pas in de laatste fase van de film alles in elkaar valt. Gedurende de vertelling loopt het beeld bij herhaling over van stukken uit 2002 in die uit 1978 en terug. Zowel Teresa als Guillermina worden daarom door twee verschillende actrices gespeeld (één per tijdsbeeld).

## Rolverdeling
- Mercedes Morán - Teresa in 2002
- Malena Solda - Teresa in 1978
- Leonora Balcarce - Guillermina (2002)
- Jorge Marrale - Arturo
- Juan Minujín - Paco

## Prijzen en nominaties
De film won 13 prijzen en werd voor 10 andere genomineerd. Een selectie:
| Jaar | Evenement                      | Categorie                  | Genomineerde                                        | Resultaat   |
| ---- | ------------------------------ | -------------------------- | --------------------------------------------------- | ----------- |
| 2009 | Cóndor de Plata (57ste editie) | Beste acteur               | Jorge Marrale                                       | Gewonnen    |
| 2009 | Cóndor de Plata (57ste editie) | Beste actrice              | Leonora Balcarce                                    | Genomineerd |
| 2009 | Cóndor de Plata (57ste editie) | Beste mannelijk bijrol     | Juan Minujin                                        | Genomineerd |
| 2009 | Cóndor de Plata (57ste editie) | Beste mannelijk bijrol     | Horacio Peña                                        | Genomineerd |
| 2009 | Cóndor de Plata (57ste editie) | Beste vrouwelijke bijrol   | Malena Solda                                        | Gewonnen    |
| 2009 | Cóndor de Plata (57ste editie) | Beste debuterend acteur    | Manuel Vignau                                       | Genomineerd |
| 2009 | Cóndor de Plata (57ste editie) | Beste origineel scenario   | Lucía Cedrón, Santiago Giralt, T. Philippon-Aginski | Gewonnen    |
| 2009 | Cóndor de Plata (57ste editie) | Beste montage              | Rosario Suárez                                      | Genomineerd |
| 2009 | Cóndor de Plata (57ste editie) | Beste artdirector          | Cordero de Dios                                     | Genomineerd |
| 2009 | Cóndor de Plata (57ste editie) | Beste kostuums             | Marisa Urruti                                       | Genomineerd |
| 2009 | Cóndor de Plata (57ste editie) | Beste debuterend regisseur | Lucía Cedrón                                        | Gewonnen    |